# Домашово (Ленинградская область)
Домашо́во — деревня в Кингисеппском районе Ленинградской области, входит в состав Фалилеевского сельского поселения.

## История
Впервые упоминается в Писцовой книге Водской пятины 1500 года как сельцо Домашово, на речке на Суме в Егорьевском Ратчинском погосте Копорского уезда.
Затем как деревня Domassoua by в Ратчинском погосте в шведских «Писцовых книгах Ижорской земли» 1618—1623 годов.
На карте Ингерманландии А. И. Бергенгейма, составленной по шведским материалам 1676 года, она обозначена как деревня Domaschowa.
На шведской «Генеральной карте провинции Ингерманландии» 1704 года — как Domashova.
Как деревня Дамасов она упомянута на «Географическом чертеже Ижорской земли» Адриана Шонбека 1705 года.
В 1736 году императрица Анна Иоанновна пожаловала генерал-аншефу Василию Федоровичу Салтыкову мызу Домашово с деревнями Фалилеево, Корчаны, Пружицы и Озертицы, которые после унаследовал его сын, Сергей Васильевич Салтыков.
Деревня Домашевская упоминается на карте Санкт-Петербургской губернии Я. Ф. Шмидта 1770 года.
В 1771 году мызу Домашово приобрёл разбогатевший придворный банкир, барон Иван Юрьевич Фридрикс, после его смерти мызу унаследовал его сын, поручик артиллерии Иван Иванович Фредерикс, а с 1883 года имением владел его внук барон Фредерикс, Павел Иванович — гвардии поручик.

ДОМАШОВО — село принадлежит генерал-адъютанту барону Диллинсгаузену, число жителей по ревизии: 28 мужского пола, 31 женского. (1838 год)

Согласно карте Ф. Ф. Шуберта в 1844 году мыза Домашева насчитывала 37 крестьянских дворов.

ДОМАШЕВО — село принадлежит вдове генерал-лейтенанта барона Делинсгаузен, 10 вёрст по почтовой дороге, а остальное по просёлкам, число дворов — 10, число душ — 36 мужского пола. (1856 год)

ДОМАШЕВО — деревня, число жителей по X-ой ревизии 1857 года: 92 м. п., 109 ж. п., всего 201 чел.

В 1858 году усадьбу приобрел отставной генерал-майор Фридрих Карлович Бальц за 68 000 рублей, семья которого владела усадьбой до 1917 года.

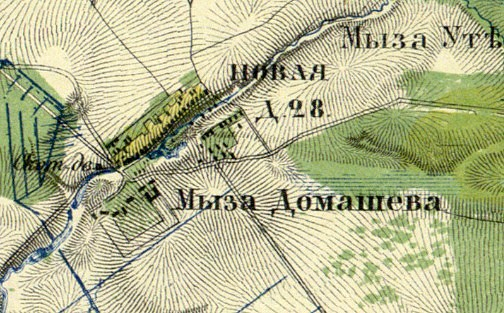
Деревня Домашово (Новая) на карте 1860 года

Согласно «Топографической карте частей Санкт-Петербургской и Выборгской губерний» в 1860 году деревня Новая при мызе Домашева насчитывала 28 крестьянских дворов и скотный двор.

ДОМАШЕВО — мыза владельческая при реке Суме, на юго-восток от Копорского тракта, число дворов — 1, число жителей: 15 м. п., 21 ж. п.;

ДОМАШЕВО (НОВАЯ) — деревня владельческая при реке Суме, там же, число дворов — 30, число жителей: 82 м. п., 87 ж. п. (1862 год)

В 1868—1869 годах временнообязанные крестьяне деревни Новая (Домашево) выкупили свои земельные наделы у Ф. К. Бальца, а в 1874 году — деревни Домашево у А. О. Коцебу и стали собственниками земли.

ДОМАШЕВО — деревня, по земской переписи 1882 года: семей — 37, в них 85 м. п., 88 ж. п., всего 173 чел.

Сборник Центрального статистического комитета описывал деревню так:

ДОМАШЕВА (НОВАЯ) — деревня бывшая владельческая, дворов — 36, жителей — 165. Лавка. (1885 год)

Согласно материалам по статистике народного хозяйства Ямбургского уезда 1887 года мыза Домашово площадью 1244 десятины принадлежала генерал-майору А. Ф. Бальцу и инженер-капитану Ю. Ф. Бальцу, она была приобретена до 1868 года. На мызе была кузница, яблоневый сад на 640 деревьев и винокуренный завод, где 5 рабочих производили около 3000 вёдер спирта за сезон (4—6 месяцев). Зимой оставшейся бардой откармливали до 50 голов скота. Яблок продавали на 300 рублей в год.
Число хозяйств по земской переписи 1899 года:

ДОМАШЕВО — деревня, — 30, число жителей: 67 м. п., 92 ж. п., всего 159 чел.;
 разряд крестьян: бывшие владельческие; народность: русская

В 1900 году, согласно «Памятной книжке Санкт-Петербургской губернии», мыза Домашево площадью 1231 десятина принадлежала подполковнику Юлию Фёдоровичу Бальцу.
В конце XIX — начале XX века деревня и мыза административно относились к Ратчинской волости 2-го стана Ямбургского уезда Санкт-Петербургской губернии.
По данным «Памятной книжки Санкт-Петербургской губернии» за 1905 год мыза Домашово и полумызок Лидино общей площадью 1281 десятина, принадлежали инженер-подполковнику Юлию Фёдоровичу Бальцу.
С 1917 по 1923 год деревня Домашево входила в состав Домашевского сельсовета Ратчинской волости Кингисеппского уезда.
С 1923 года в составе Котельской волости.
С 1924 года в составе Фалилеевского сельсовета.
Согласно данным переписи населения СССР 1926 года в деревне Домашево Фалилеевского сельсовета Котельской волости Кингисеппского уезда проживали 134 человека; в посёлке Домашево проживали 34 человека. В деревне и посёлке большинство составляли русские, а также проживали эстонцы.
С 1927 года в составе Котельского района.
С 1928 года в составе Кайболовского сельсовета.
Согласно топографической карте 1930 года деревня называлась Домашева и насчитывала 43 двора. В деревне находилась коммуна «Производитель».
С 1931 года в составе Кингисеппского района.
По данным 1933 года деревня Домашево, а также посёлок Домашево, входили в состав Кайболовского сельсовета Кингисеппского района>.
По данным 1936 года также входила в состав Кайболовского сельсовета.

План деревни Домашово. 1938 год

Согласно топографической карте 1938 года деревня насчитывала 49 дворов. В центре деревни находилась часовня, на южной окраине деревни находились родники, на западной окраине — силосная башня.
Во время Великой Отечественной войны Домашево было оккупировано. Деревня была освобождена от немецко-фашистских оккупантов 29 января 1944 года.
С 1954 года в составе Удосоловского сельсовета.
С 1959 года вновь в составе Кайболовского сельсовета. В 1959 году население деревни Домашево составляло 290 человек.
В 1966 году деревня называлась Домашево, входила в состав Кайболовского сельсовета и являлась его административным центром.
По данным 1973 года деревня называлась Домашово и также являлась административным центром Кайболовского сельсовета.
По данным 1990 года деревня называлась Домашево и являлась административным центром Кайболовского сельсовета, в состав которого входили 9 населённых пунктов: деревни Горка, Домашево, Кайболово, Лоузно, Ратчино, Систа, Унатицы, Утешение, Фалилеево, общей численностью населения 1359 человек. В самой деревне Домашево проживали 108 человек.
По данным 1997 года деревня Домашово являлась административным центром Кайболовской волости, в деревне проживали 80 человек, в 2002 году — 76 человек (русские — 80 %).
По данным 2007 года население деревни составляло 105 человек.

## География
Домашово расположено в восточной части района на автодороге 41К-111 (Перелесье — Гурлёво) в месте примыкания к ней автодороги 41К-112 (Домашово — Большое Руддилово).
Расстояние до административного центра поселения — 1 км. Расстояние до районного центра — 29 км.
Расстояние до ближайшей железнодорожной станции Котлы — 18 км.
Через деревню протекает река Сума.

## Демография
| 1862 | 2007 | 2010 | 2017 |
| ---- | ---- | ---- | ---- |
| 205  | ↘105 | ↘77  | ↗110 |

## Транспорт
Осуществляется автобусное сообщение по пригородным маршрутам:
- № 66 Кингисепп — Гурлёво — Фалилеево — Велькота
- № 66А Кингисепп — Гурлёво — Перелесье

Ближайшая железнодорожная станция — Котлы, расположенная на железнодорожной линии «Калище — Веймарн».

## Известные уроженцы
- Александр Иванович Павлов (1860—1923) — российский дипломат, действительный статский советник, камергер
- Николай Михайлович Транкман (1896—1990) — русский, эстонский и советский военнослужащий